# Família a l'Antiga Grècia
La família a l'Antiga Grècia era la base natural de la societat i considerada com el mitjà ideal per al naixement dels fills i per a la seva educació cívica.

## El matrimoni
Les lleis que regulaven el matrimoni i garantien la legitimitat dels fills van ser molt rigoroses a tot el món hel·lènic i especialment a Esparta.
El matrimoni acostumava a ser concertat. El matrimoni o la unió entre parents consanguinis no eren permesos. Tanmateix l'endogàmia era aconsellable quan la seva finalitat era mantenir la unitat familiar. Així existia una norma legal per tal que una hereva única del cap de família (epiclera) es casés amb el parent més proper del pare difunt per tal de continuar la línia successòria i el culte familiar.
La unió entre un home i una dona es feia a través d'un contracte oral en presència de dos testimonis. L'esposa no podia avortar sense el consentiment del marit.
La finalitat del matrimoni era tenir un fill mascle per assegurar la continuïtat de l'oikos és a dir la unitat econòmica composta pels seus familiars i els grups de persones dependents.

## Els fills
Els fills mascles podien casar-se quan arribaven a la pubertat, cap als 12 o 13 anys, però ho acostumaven a fer després del servei militar cap als vint anys. Hesíode aconsellava que els homes es casessin als 30 anys (ja amb plenitud de drets polítics) amb noies de 15 o 16.

## La dona
No tenien drets ciutadans ni tan sols tenien dret a les propietats del marit i podia ésser expulsada de la llar quan el seu espòs moria. Les nenes de classe alta iniciaven l'educació als 6 anys sota la tutela de les seves mares en activitats domèstiques com filar i teixir. Només en èpoques més tardanes les nenes anirien a l'escola. En cas d'adulteri de la dona el marit podia matar-la si aquest adulteri havia estat provat.